# Альмаши, Ласло
Граф Ла́сло А́льмаши (венг. László Ede Almásy de Zsadány et Törökszentmiklós; 22 августа 1895, Бороштянкё, Бургенланд — 22 марта 1951, Зальцбург) — венгерский аристократ, автомобилист, исследователь пустынь, лётчик, шпион, скаут-лидер.
На основе его биографии написана книга Майкла Ондатже «Английский пациент» и снят одноименный фильм Энтони Мингеллы. Роль Ласло Альмаши исполнил английский актёр Рэйф Файнс.

## Биография
Ласло Альмаши родился 22 августа 1895 года в Бороштянкё (Австро-Венгрии), в венгерской дворянской семье (отец — зоолог и этнограф Дьёрдь Альмаши) и был воспитан частным репетитором в Истборне в Великобритании. С 1911 по 1914 год, а также с ноября 1921 по июнь 1922 года он провёл в Истборне по адресу Берроу, Кероу Роад 17.

### Первая мировая война
В Первую мировую войну Альмаши служил в Военно-воздушных силах Австро-Венгрии.

### Межвоенный период
После войны Альмаши вернулся в Истборнский Технический Институт. Он был членом первого Истборнского аэроклуба.
Альмаши продолжал поддержку императора Австрии Карла во время интербеллума. Два раза он ездил к Карлу в Будапешт в Венгрию, когда тот пытался вернуть свой трон. Может быть, поэтому король и даровал ему неофициальный титул графа, который используется только за пределами Венгрии.
После 1921 года Альмаши работал представителем автомобильной компании Steyr Automobile в Сомбатхее и выиграл множество гонок, выступая за эту компанию. Он организовывал охоту в Королевстве Египет для посещающих европейцев.
В 1926 году во время поездки из Египта в Судан вдоль Нила Альмаши проявил интерес к этому району и позже вернулся в него для охоты и вождения. В 1929 году он продемонстрировал возможности автомобилей марки «Steyr» в условиях пустыни, проведя свою первую экспедицию в Сахаре на двух грузовиках.
В 1932 году Альмаши отправился на поиски легендарной Зерзуры, «Оазиса Птиц», вместе с тремя британцами: сэром Робертом Клейтоном, командиром Пендерелом и Патриком Клейтоном. Они были профинансированы принцем Хусейном Камалуддин-пашой. Экспедиция использовала как автомобили, так и аэроплан. Они каталогизировали доисторические наскальные рисунки, включая «Пещеру Пловцов» в Джебель Увейнат и Гилф Кебир. В 1933 году Альмаши утверждал, что нашёл третью долину Зерзуры в Вади Талх.
Также Альмаши обнаружил племя мадьярабов в Нубии, которые говорили на арабском, но считали себя потомками венгерских солдат, служивших в турецкой армии в XVI веке.
Альмаши превратился из самоучки в серьёзного исследователя. Его друзья бедуины дали ему прозвище Абу Рамла, означающее «Отец Песков». Однако к середине 1930-х годов время для научных исследований и приключений близилось к концу.
В 1932 году из-за инфекции, полученной летом в пустыне в районе Гилф Кебира, умер спонсор Альмаши Клейтон. Через год в загадочной авиакатастрофе погибла жена Клейтона.
Альмаши задокументировал некоторые из своих приключений в книге «Неизвестная Сахара» (венг. Az ismeretlen Szahara), впервые опубликованной в 1934 году в Будапеште. Немецкое издание под названием «Неизвестная Сахара. На аэроплане и автомобиле в ливийской пустыне» (нем. Unbekannte Sahara. Mit Flugzeug und Auto in der Libyschen Wüste) было опубликовано в 1939 году в Лейпциге издательством Brockhaus. Книга содержит его самые сенсационные открытия Альмаши, такие как Джебель Увейнат (самая высокая гора в восточной пустыне Сахара), наскальные рисунки Гилф Кебира и потерянный оазис Зерзура.
Альмаши не был первооткрывателем Гилф Кебира. Бедуины обнаружили пещеру, когда искали потерявшийся скот, однако старались избегать её посещения и приписывали рисунки на стенах джиннам и другим злым духам. Египетский принц Кемаль-эд-Дин писал статью о Гилф Кебире в Национальное географическое общество. Альмаши сделал карту пещеры и каталогизировал рисунки.
В 1935 году Альмаши предположительно снабжал разведывательными данными итальянского маршала Итало Бальбо, заинтересованного в возможном продвижении на территорию Египта и Судана из Итальянской Северной Африки (итал. Africa Settentrionale Italiana или ASI). Это было во времена Абиссинского кризиса и Бальбо был генерал-губернатором Итальянской Северной Африки.
Последующие годы Альмаши провёл в археологических и этнографических экспедициях вместе с немецким этнографом Лео Фробениусом, а также работал в Египте на аэродроме Аль-Маза лётным инструктором.

### Вторая мировая война

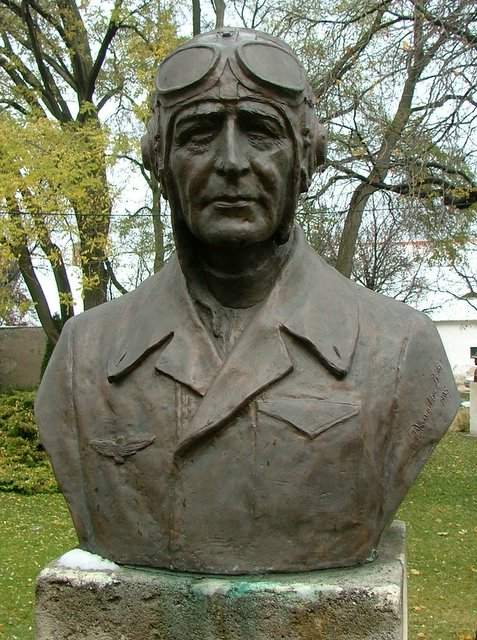
Бюст Ласло Альмаши

После начала Второй мировой войны в 1939 году Альмаши вынужден был вернуться в Венгрию. Британцы подозревали его в шпионаже в пользу Италии и наоборот, но в действительности он был венгерским шпионом. Венгрия официально присоединилась к державам Оси после подписания Тройственного пакта 20 ноября 1940 года.
В Будапеште Альмаши был призван на военную службу Абвером: как венгерский офицер резерва он был принят на службу в военно-воздушные силы Германии в звании капитана и командирован в африканский корпус. С 1941 по 1942 год он служил в войсках Эрвина Роммеля, используя свой опыт пребывания в пустыне. В ходе операции Салам Альмаши переправил двух немецких шпионов через линию фронта тем способом, который использовала Группа дальней разведки пустыни. Операция Салам не была секретной. Альмаши и его группа носили немецкую униформу. Они также использовали американские автомобили и грузовики с немецкими крестами и в камуфляжной расцветке. Альмаши доставил немецких агентов Йоханнеса Эпплера и Питера Стенстеда в Каир тем же способом. Роммель впоследствии наградил Альмаши Железным крестом и возвёл его в звание майора.
В 1944 году Альмаши участвовал в операции Дора. Это была греческая операция по развёртыванию базы на заброшенной итальянской взлётно-посадочной полосе в Ливийской пустыне. База должна была использоваться для обнаружения немецких агентов в Северной Африке, а также занималась прослушиванием сообщений.
После завершения Североафриканской кампании Альмаши переехал в Турцию, где участвовал в организации Египетского восстания, которое так и не произошло. Затем он вернулся в Будапешт, где его контакты с Римско-католической церковью помогли спасти жизнь нескольким еврейским семьям, в то время как всех евреев отправляли в концентрационные лагеря.

### Послевоенный период
После войны Альмаши был арестован в Венгрии и оказался в советской тюрьме. После становления коммунистического режима в Венгрии народный суд судил его за государственную измену (в частности, его книгу «С Роммелем в Ливии» сочли фашистской пропагандой), однако в конце концов он был оправдан благодаря показаниям востоковеда Дьюлы Германуса.
Когда его вновь арестовали, Альмаши бежал из страны с помощью британской разведки, которая подкупила венгерских коммунистических чиновников, чтобы те оправдали Альмаши. Взятку выплачивал Алаеддин Мухтар, двоюродный брат египетского короля Фарука. Затем англичане перевезли Альмаши в Британскую часть оккупированной Австрии по фальшивому паспорту на имя Иосифа Гроссмана. Его сопровождал агент MI6 — Ронни (Варинг) Валдерано. Когда Альмаши начали преследовать агенты КГБ, британцы посадили его на самолёт в Каир, где он был встречен Мухтаром и агентом MI6.
Вернулся в Египет по приглашению короля Фарука I и стал техническим директором вновь основанного Института исследования пустынь, расположенного в районе Каира — Аль-Матарийах.

### Смерть
В 1951 году во время визита в Австрию Альмаши заболел и скончался от дизентерии в госпитале в Зальцбурге, где и был похоронен. Эпитафия на его могиле, воздвигнутой венгерскими патриотами в 1995 году, гласит: «Pilot, Saharaforscher und Entdecker der Oase Zarzura» (нем. Пилот, исследователь Сахары и открыватель оазиса Зерзура)